# Drive My Car (película)
Drive My Car (ドライブ・マイ・カー Doraibu mai kā?) es una película dramática japonesa de 2021 dirigida y coescrita por Ryūsuke Hamaguchi. Está basada en un relato corto de Haruki Murakami de su colección de cuentos de 2014, Hombres sin mujeres. La película sigue a Yūsuke Kafuku (interpretado por Hidetoshi Nishijima) mientras dirige una producción multilingüe de la obra Tío Vania en Hiroshima y lidia con la muerte de su esposa, Oto.
Drive My Car tuvo su estreno mundial en el Festival de Cine de Cannes de 2021, donde compitió por la Palma de Oro y ganó tres premios, incluido el de mejor guion. La película recibió elogios generalizados de la crítica, y muchos la declararon como una de las mejores películas de 2021. Obtuvo cuatro nominaciones para la 94.ª edición de los Premios Óscar: mejor película, mejor director, mejor película internacional y mejor guion adaptado. Es la primera película japonesa nominada a mejor película. En la 79.ª edición de los Globos de Oro, la película ganó el premio a la mejor película en lengua no inglesa. 

## Sinopsis
El actor y director de teatro Yūsuke Kafuku está casado con Oto, una guionista. Oto concibe sus historias durante el sexo y se las narra a Yūsuke. Después de ver a su esposo en una interpretación de Esperando a Godot, Oto le presenta a Yūsuke a su colaborador habitual, el joven actor Kōji Takatsuki. Cuando Yūsuke regresa a casa temprano un día, encuentra a su esposa teniendo sexo con el joven. Él se va en silencio sin ser visto y no se lo cuenta a ella. Un día, cuando Yūsuke se va al trabajo, Oto le dice que quiere hablar con él más tarde esa noche. Yūsuke regresa tarde a casa y encuentra a Oto muerta por una hemorragia cerebral. Después de su funeral, Yūsuke sufre una crisis nerviosa durante una actuación de Tío Vania de Chéjov y no puede continuar con el espectáculo.
Dos años después, Yūsuke acepta una residencia en Hiroshima, donde dirigirá una adaptación de Tío Vania. Yūsuke elige a Kōji Takatsuki, cuya carrera se ha visto afectada recientemente por una conducta inapropiada, como el tío Vanya a pesar de su corta edad y las preocupaciones por su comportamiento errático. La compañía de teatro requiere que Yūsuke no conduzca sino que sea conducido en su propio automóvil, un Saab 900 rojo. Él se opone al principio, pero cede después de que la joven y reservada chófer, Misaki Watari, demuestra ser una conductora hábil.
Una noche, Yūsuke se encuentra con Kōji en un bar, donde Kōji admite haber amado a Oto pero no menciona haber tenido sexo con ella. Durante sus viajes, Yūsuke y Watari comienzan a vincularse cuando Yūsuke le cuenta sobre Oto y la pérdida de su hija, que habría tenido la edad de Watari. Watari le cuenta sobre su madre abusiva que murió en un deslizamiento de tierra cinco años antes.
Después de otra salida a un bar, Yūsuke critica la falta de autocontrol de Kōji. Cuando se van, Kōji se escabulle brevemente para seguir a un hombre que le ha estado tomando fotos sin permiso. Durante su viaje a casa, Yūsuke le revela a Kōji que sabía de los asuntos de su esposa pero se mantuvo callado por temor a perderla y Kōji comparte una de las historias de Oto que Yūsuke nunca había escuchado en su totalidad. Unos días después, la policía llega a un ensayo y arresta a Kōji porque el fotógrafo con el que peleó ahora murió a causa de las heridas que sufrió en su pelea. Los directores del teatro le dan a Yūsuke dos opciones: asumir el papel de Vania o cancelar la obra por completo.
Yūsuke le pide a Watari que lo lleve a la casa de su infancia en Hokkaidō. Durante su viaje en automóvil, Watari revela que podría haber salvado a su madre en el deslizamiento de tierra, pero decidió no hacerlo. Luego, Yūsuke revela que podría haber salvado a su esposa si hubiera regresado a casa para enfrentar la discusión que ella quería tener. Llegan a los restos de la casa de la infancia de Watari y comparten un momento tierno. Se consuelan mutuamente y luego regresan a Hiroshima, donde Yūsuke asume el papel de Vania y ofrece una actuación apasionada ante una audiencia en vivo.
Ya en la actualidad, Watari compra comestibles en Corea y se sube al Saab rojo, donde un perro la espera en el asiento trasero.

## Reparto
- Hidetoshi Nishijima como Yūsuke Kafuku;
- Tōko Miura como Misaki Watari;
- Masaki Okada como Kōji Takatsuki;
- Reika Kirishima como Oto Kafuku, la esposa de Kafuku;
- Park Yu-rim como Lee Yoo-na;
- Jin Dae-yeon como Gong Yoon-soo;
- Sonia Yuan como Janice Chang;
- Ahn Hwitae como Ryu Jeong-eui;
- Perry Dizon como Roy Lucelo;
- Satoko Abe como Yuhara.

## Producción
La película está dirigida por Ryūsuke Hamaguchi, quien coescribió el guion con Takamasa Oe. Se basa principalmente en el cuento del mismo nombre de Haruki Murakami de su colección de cuentos de 2014, Hombres sin mujeres. El guion también presenta elementos de las historias Scheherazade y Kino de Murakami (ambas también forman parte de Hombres sin mujeres). La película iba a ser ambientada originalmente en Busan, Corea del Sur, pero fue cambiada a Hiroshima debido a la pandemia de COVID-19.
Hamaguchi deseaba incorporar la canción «Drive My Car» de los Beatles, que da nombre a la película y a la historia. Sin embargo, fue demasiado difícil obtener el permiso para su uso. En cambio, Hamaguchi incluyó un cuarteto de cuerdas de Beethoven, al que se hace referencia directa en la historia original de Murakami.
La historia original presenta un Saab 900 convertible amarillo, pero en la película se cambió a un Saab 900 Turbo rojo para complementar visualmente el paisaje de Hiroshima.

## Lanzamiento y recepción
Drive My Car tuvo su estreno mundial en el Festival de Cine de Cannes de 2021 en competencia por la Palma de Oro.
En el agregador de revisiones Rotten Tomatoes, Drive My Car tiene una calificación de aprobación del 98% basada en 113 revisiones, con una calificación promedio de 8,6/10. El consenso de los críticos del sitio dice: «El imponente tiempo de ejecución de Drive My Car hacen a este un drama rico y pacientemente absorbente que cuenta con la autoaceptación y el arrepentimiento.» Según Metacritic, que asignó una puntuación media ponderada de 90 sobre 100 sobre la base de 35 críticos, la película recibió «elogios universales».
La película fue generalmente elogiada por los críticos, incluida Manohla Dargis del New York Times. Escribiendo para The Guardian, Peter Bradshaw le dio a la película cinco estrellas de cinco y la calificó como una «experiencia fascinante y exaltante». Stephen Dalton, de The Hollywood Reporter, también elogió la película, pero señaló que era «muy lenta y pesada».

## Premios y nominaciones
La película fue seleccionada para competir por la Palma de Oro en el Festival de Cine de Cannes de 2021, donde ganó tres premios, incluido el de mejor guion. Hamaguchi y Oe se convirtieron en los primeros japoneses en ganar el premio al mejor guion en Cannes. Además, fue elegida como la entrada japonesa para la mejor película internacional en la 94.ª edición de los Premios Óscar, formando parte de la lista de finalistas de diciembre de 2021, ganando el galardón en marzo de 2022.
Se convirtió en una de las siete películas (y la primera que no fuera en inglés) en ganar como la mejor película de tres de los cuatro principales grupos de críticos de cine de Estados Unidos (LA, NBR, NY, NSFC) junto con Nashville, Todos los hombres del presidente, La fuerza del cariño, Goodfellas, Pulp Fiction y The Hurt Locker.